# Vermisstenfall Maura Murray
Beim Vermisstenfall Maura Murray verschwand die 21-jährige Studentin im Februar 2004 nach einem Autounfall im US-amerikanischen Bundesstaat New Hampshire.
Der Vermisstenfall gilt als erster Kriminalfall des Social-Media-Zeitalters. Mit Murrays Fall befassten sich erstmals armchair detectives – Hobbyermittler, die sich in Online-Foren über ungelöste Kriminalfälle austauschen.

## Familie und schulische Laufbahn
Maura Murray wurde am 4. Mai 1982 in Hanson, Massachusetts, als das vierte Kind von Frederick und Laurie Murray geboren. Sie hatte vier Geschwister. Im Alter von sechs Jahren ließen sich ihre Eltern scheiden und sie lebte nun bei ihrer Mutter.
Maura Murray galt als sportbegeistert. Nach ihrem High-School-Abschluss studierte sie an der United States Military Academy Chemieingenieurwesen. Nachdem sie im vierten Semester einen Ladendiebstahl begangen hatte, wurde sie von der Hochschule verwiesen. Sie wechselte an die University of Massachusetts Amherst, wo sie Krankenpflege studierte.

## Vor dem Verschwinden
Drei Monate vor ihrem Verschwinden, im November 2003, wurde Murray ertappt, als sie mit der Nummer einer gestohlenen Kreditkarte in mehreren Restaurants bezahlte. Aufgrund ihres kooperativen und einsichtigen Verhaltens musste sie keine Gefängnisstrafe antreten, sondern blieb auf freiem Fuß, allerdings auf Bewährung.
Am Abend des 5. Februar 2004, einem Donnerstag, arbeitete Murray als studentische Sicherheitskraft auf dem Universitätsgelände und telefonierte mit ihrer älteren Schwester Kathleen. Sie sprachen über Kathleens Probleme mit ihrem Verlobten. Um circa 22:30 Uhr und noch während ihrer Schicht sah Murrays Vorgesetzte Karen Mayotte, wie Murray an ihrem Schreibtisch in Tränen ausbrach. Laut Mayottes Aussage war sie komplett durcheinander und antwortete nicht. Mayotte begleitete sie daraufhin gegen 1:20 Uhr in ihr Zimmer. Als sie Murray hier erneut fragte, was nicht in Ordnung sei, antwortete sie mit „meine Schwester“. Murrays Schwester Kathleen erklärte im Oktober 2017, dass sie Maura erzählt hätte, dass sie bei der Entlassung aus einer Alkohol-Entzugsklinik von ihrem Freund abgeholt wurde. Dieser habe auf dem Weg nach Hause an einem Getränkemarkt angehalten, um Alkohol zu kaufen, wodurch sie einen Rückfall erlitten habe. Dies sei der Grund für Murrays Verhalten gewesen.
Am Nachmittag des 7. Februar 2004, einem Sonnabend, war Murray mit ihrem Vater unterwegs, um sich bei einem Autohändler Autos anzuschauen. Anschließend fuhr sie mit dem Auto ihres Vaters, einem Toyota Corolla, zum Campus und besuchte eine Studentenparty. Sie kam um 22:30 Uhr an, verließ die Feier um 2:30 Uhr und fuhr zu dem Motel, wo ihr Vater abgestiegen war. Auf dem Weg dorthin kollidierte sie um 3:30 Uhr mit einer Leitplanke und verursachte am Auto ihres Vaters einen Schaden von rund 10.000 Dollar. Der am Unfallort anwesende Polizist schrieb einen Unfallbericht, in dem er aber keine Angaben machte, ob Murray betrunken war oder ein Alkoholtest durchgeführt wurde. Von der Polizei wurde sie zu ihrem Vater gebracht und verbrachte die restliche Nacht dort. Um 4:49 Uhr erhielt ihr Freund einen Anruf vom Handy ihres Vaters, der Inhalt des Gesprächs wurde jedoch nicht veröffentlicht.
Am selben Tag, dem Sonntag, erfuhr Fred Murray, dass seine Autoversicherung den Schaden übernehmen werde. Mit einem Mietwagen brachte er Maura zur Universität und fuhr anschließend zu seinem Wohnort zurück. Um 23:30 Uhr telefonierte er mit seiner Tochter und erinnerte sie, bei der Kraftverkehrsbehörde ein Unfallberichts-Formular für die Versicherung zu besorgen, er wollte am Montagabend noch einmal mit ihr darüber sprechen.

## Montag, 9. Februar 2004, der Tag des Verschwindens
Nach Mitternacht bzw. am Morgen des 9. Februar 2004 suchte Murray im Internet nach Wegbeschreibungen zu den Berkshire Mountains (sie war Hobbybergsteigerin) und nach Burlington, Vermont. Die Entfernung zwischen ihrem Wohnort und Burlington beträgt rund 300 Kilometer, zwischen Amherst und den Berkshire Mountains liegen rund 90 Kilometer. Um 13:00 Uhr schickte sie eine E-Mail an ihren Freund und um 13:24 Uhr an Karen Mayotte und an diverse Dozenten. In den letzteren teilte sie mit, dass sie aufgrund eines Sterbefalls in der Familie für eine Woche abwesend sei. Maura Murrays Familie erklärte später, dass es keinen Todesfall in der Familie gegeben hatte. Um 14:18 Uhr hinterließ sie ihrem Freund eine einminütige Sprachnachricht, in der sie ihm mitteilte, dass sie sich später melden werde.
Sie packte ihre Sachen, unter anderem Lehrbücher und Antibabypillen. Als ihr Zimmer nach ihrem Verschwinden durchsucht wurde, wurde festgestellt, dass der Großteil ihrer Kleidung in Kartons verpackt und die Bilder von der Wand entfernt worden waren. Es wurde eine ausgedruckte E-Mail an ihren Freund gefunden, in der angedeutet wurde, dass sie Beziehungsprobleme mit ihm hatte. Um 15:30 Uhr verließ sie den Campus mit ihrem eigenen Auto, einem Saturn.
Um 15:40 Uhr hob Murray an einem Geldautomaten 280 Dollar ab. Die Kameraaufzeichnungen zeigten, dass sie allein war. An einem nahegelegenen Getränkemarkt kaufte sie, ebenfalls ohne Begleitung, alkoholische Getränke für rund 40 Dollar, unter anderem Baileys, Kahlúa, Wodka und eine Weinbox. Außerdem beschaffte sie noch das Unfallberichts-Formular, um das ihr Vater sie gebeten hatte.
Zwischen 16 und 17 Uhr verließ Murray ihren Wohnort und nahm möglicherweise die Interstate 91. Um 16:37 Uhr hörte sie ihre Mailbox ab, dies war das letzte Mal, dass ihr Handy benutzt wurde.

## Unfallverlauf und Zeugenbeobachtungen

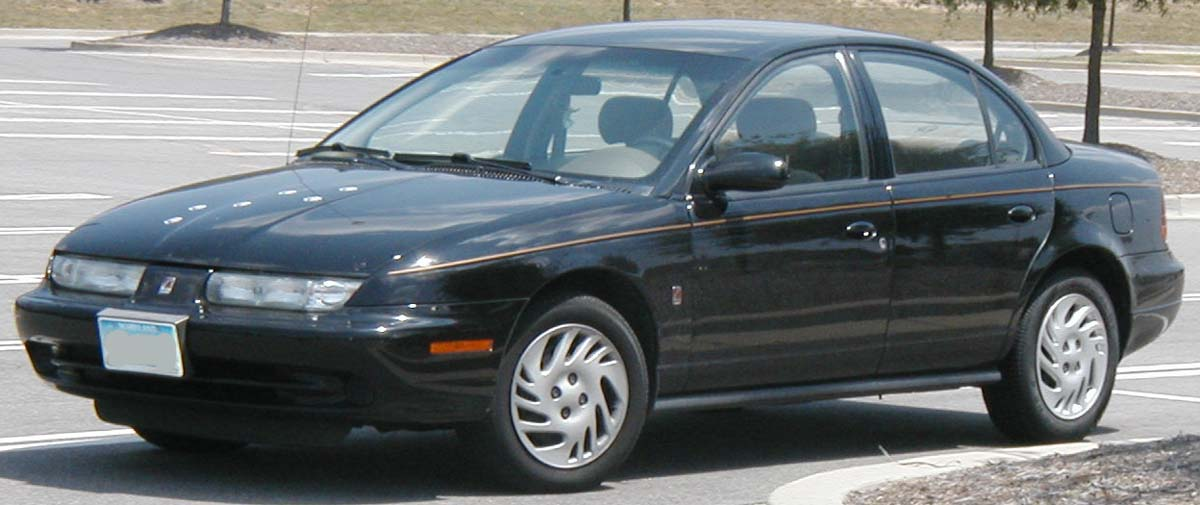
Ein schwarzer 1996er Saturn Sedan war das Auto, welches Maura Murray bei ihrem Unfall fuhr.

Eine Anwohnerin in Woodsville (New Hampshire) hatte kurz nach 19 Uhr einen lauten Knall gehört und gesehen, dass ein Auto gegen einen Baum gefahren war. Um 19:27 Uhr rief sie die örtliche Polizeidienststelle an, um den Unfall zu melden. Die Gegend ist kaum bewohnt und dicht bewaldet. Etwa gleichzeitig bemerkte eine andere Anwohnerin den Unfall und sah eine Person, die um das Auto herum ging. Sie sah einen anderen Autofahrer, der neben dem verunglückten Auto anhielt. Dies war ein Schulbusfahrer, der auf dem Weg nach Hause war. Er erklärte später, dass die Person, eine junge Frau, weder blutete noch sichtbar verletzt war, allerdings zitterte sie, wahrscheinlich aufgrund der Kälte, am ganzen Körper. Der Busfahrer bot ihr Hilfe an und fragte, ob er Hilfe rufen solle, was von Murray jedoch abgelehnt wurde. Später sagte der Busfahrer außerdem aus, dass sie ihn regelrecht anflehte, nicht die Polizei anzurufen, sie habe bereits die American Automobile Association (AAA) angerufen (das US-amerikanische Pendant zum deutschen ADAC). Die AAA teilte später jedoch mit, dass es einen solchen Anruf nicht gegeben habe.
Der Busfahrer fuhr nach Hause und rief trotz Murrays Bitte um 19:43 Uhr die Polizei an. Der Busfahrer konnte die Unfallstelle von seinem Haus aus nicht sehen, aber er gab an, dass mehrere Autos an seinem Fenster und somit auch am Unfallort vorbei gefahren seien. Eine andere Bewohnerin passierte die Unfallstelle gegen 19:37 Uhr und meinte, einen Polizeiwagen erkannt zu haben, der neben Murrays Auto geparkt war. Sie hielt an und schaute sich um, konnte aber niemanden wahrnehmen. Ein Polizeiwagen konnte dort jedoch noch nicht gewesen sein, denn die Polizei aus Haverhill erreichte die Unfallstelle erst neun Minuten später um 19:46 Uhr.
Im Auto und auch in der Nähe befand sich niemand. Durch den Aufprall gegen den Baum war die Windschutzscheibe zu Bruch gegangen, der Kühler war defekt und beide Airbags waren ausgelöst. Das Auto war verschlossen und stand entgegen der Fahrtrichtung Murrays.
Außerhalb des Autos fand der Polizist eine Colaflasche, die nach Alkohol roch, und er konnte rote Flecken erkennen, die für ihn nach Wein aussahen. Im Auto sah er eine leere Bierflasche und eine angebrochene Verpackung des Weins, die auf dem Rücksitz lag. Darüber hinaus entdeckte er ein Buch für Bergsteiger und Murrays Mitgliedskarte der AAA. Nicht im Auto befanden sich Murrays Bank- und Kreditkarte und ihr Handy. Es fehlten einige Flaschen des zuvor gekauften Alkohols. Der Auspuff war mit Verbandmaterial verstopft worden. Weder ihre Bankkarte noch ihre Kreditkarte oder ihr Handy wurden nach ihrem Verschwinden genutzt.
Zwischen 20:00 Uhr und 20:30 Uhr konnte ein weiterer Zeuge auf dem Nachhauseweg auf der Route 112 eine junge Person am Straßenrand erkennen, die sich östlich vom Unfall mit zügigen Schritten bewegte. Zwischen dem Ort der Sichtung der Person und Murrays Auto lagen sechs bis acht Kilometer. Die Person trug Jeans, einen dunklen Mantel und einen hellen Kapuzenpullover. Der Zeuge kam mit dieser Aussage jedoch erst drei Monate später zur Polizei, da ihm erst spät bewusst geworden war, dass er diese Person am Abend von Maura Murrays Verschwinden bemerkt hatte.
Der Polizist und der Busfahrer suchten das Gebiet nach Murray ab, jedoch ohne Erfolg. Kurz vor 20 Uhr kamen ein Rettungswagen und die Feuerwehr zum Unfallort, um die Stelle zu räumen. Um 20:49 Uhr wurde das Auto zu einer naheliegenden Autowerkstatt abgeschleppt. Die Polizei verließ die Unfallstelle um 21:30 Uhr.

## Suche nach Maura Murray
Am 10. Februar 2004 wurde um 12:36 Uhr eine Vermisstenanzeige aufgegeben. Murrays getragene Kleidung am Tag ihres Verschwindens bestand aus einem dunklen Mantel, Jeans und einem schwarzen Rucksack. Am 11. Februar begann die behördliche Abteilung mit Spürhunden, Mitgliedern der Familie Murray und Freiwilligen nach Maura zu suchen. Ein Spürhund der Polizei konnte anhand des Geruchs eines von Mauras Handschuhen ihre Fährte auf bis zu 100 Meter östlich der Unfallstelle verfolgen, dann verliert sich die Spur. Die Polizei vermutet, dass Maura hier in ein Auto gestiegen sein könnte. Suizid oder ein freiwilliges Verschwinden schloss die Polizei nicht aus, diese Annahme wurde von der Familie jedoch nicht gestützt. Maura Murrays Freund hatte sein Handy während des Fluges zum Unfallort ausgeschaltet und nach dem Wiedereinschalten hatte er eine Mailboxnachricht, in der er eine Person atmen und winseln hören konnte, er vermutet Maura hinter diesem Anruf. Es konnte festgestellt werden, dass der Anruf mit einer Telefonkarte vom amerikanischen Roten Kreuz getätigt wurde.
Am 12. Februar hielten Murrays Vater und ihr Freund eine Pressekonferenz in Bethlehem in New Hampshire ab. Am nächsten Tag kam der Fall in die Zeitungen. Um 15:05 Uhr des Tages berichtete die Polizei, dass Maura eventuell unter Alkoholeinfluss auf dem Weg zum Kancamagus Highway gewesen war. Der Busfahrer, der mit Maura Murray kurz nach dem Unfall sprach, sagte, dass sie auf ihn keinen betrunkenen Eindruck gemacht hatte. Zehn Tage nach Murrays Verschwinden schaltete sich das FBI ein und beteiligte sich an der Fahndung. Am 26. Februar nur wenige Kilometer vom Unfallort entfernt gefundene Damenunterwäsche wurde auf DNA-Spuren untersucht, brachte aber keine Übereinstimmung. Im Juli 2004 und im Oktober 2006 durchkämmten die Polizei und Freiwillige nochmals intensiv das Gebiet um die Unfallstelle über mehrere Kilometer, jedoch ohne Erfolg. Weder Maura Murray noch ihre Kleidungsstücke wurden gefunden. Der Vermisstenfall Maura Murray gilt damit als Cold Case.

## Rezeption

### Geläufige Theorien
Über die Jahre tauchten mehrere Theorien über Mauras Beweggründe für ihre letzte bekannte Fahrt auf. Studenten, die sie kannten, sagten, die Beziehung mit ihrem Freund Bill Rausch sei unglücklich verlaufen und ihr Freund würde sie misshandeln. Maura verheimlichte diese Probleme vor ihrer Familie. Bill Rausch bekam in späteren Beziehungen mehrere Anzeigen wegen Misshandlung und sexueller Gewalt und stand auch vor Gericht. Außerdem sei Maura Murray möglicherweise schwanger gewesen und daher freiwillig verschwunden. Der Journalist James Renner behauptete, dass sie einen geheimen Liebhaber gehabt und ihren Unfall nur vorgetäuscht hätte, um dann ein neues Leben zu beginnen – sie würde mit ihrem neuen Partner und ihrem Kind im kanadischen Quebec leben. Als Quelle benannte Renner einen Post auf der Website GeoCities, in der diese Behauptung aufgestellt wird, außerdem gab es mindestens zwei weitere Sichtungen einer Person, die Maura Murray ähnlich sah. Die Tatsache, dass Murray ihr Zimmer wie bei einem Umzug zusammengeräumt hatte und einen Brief für ihren Freund hinterließ, würde für die These des freiwilligen Verschwindens sprechen.
Die Polizei geht von einem Verbrechen aus, ein Suizid wird jedoch nicht ausgeschlossen. Zum Zeitpunkt ihres Verschwindens stand Murray unter großem psychischem Druck. Neben ihren Beziehungsproblemen hatte sie bereits zwei Tage vor dem letzten Unfall das Auto ihres Vaters kaputt gefahren und es gibt außerdem Berichte darüber, dass ihr Vater Fred seine Tochter stets zu Höchstleistungen in der Schule gedrillt hatte. Es ist also wahrscheinlich, dass Maura Murray für eine Woche weg „von allem“ sein wollte, möglicherweise wollte sie Bergsteigen gehen. Das Buch für Bergsteiger im Unfallauto spricht dafür.
Eine weitere Annahme ist, dass sie sich vom Unfallort entfernte, um nicht der Polizei gegenübertreten zu müssen, sich in den Wäldern verlief und dort erfror. Allerdings wurden bis heute trotz intensiver Suche weder menschliche Überreste noch Kleidungsstücke von Murray gefunden.

### Populärkultur
Zahlreiche Podcasts, Dokumentationen, Zeitungen und Internetforen beschäftigen sich mit dem Fall Maura Murray und auch nach mehreren Jahren verliert der Fall nicht an Aufmerksamkeit, sondern zieht immer noch Amateurdetektive in seinen Bann. Der Journalist James Renner publizierte im März 2016 ein Buch mit dem Titel True Crime Addict: How I Lost Myself in the Mysterious Disappearance of Maura Murray, in dem er sich mit Maura Murrays Familie und ihren Lebensumständen bis zu und nach ihrem Verschwinden auseinandersetzt. Das Buch wurde in Publishers Weekly wohlwollend besprochen.